# 聖秩聖事

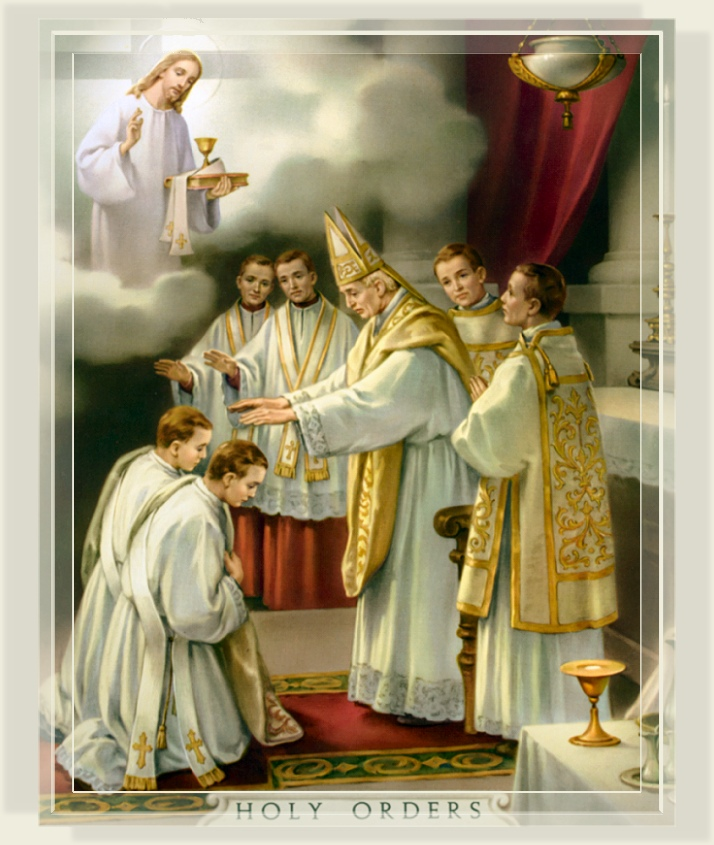
天主教會祝聖新鐸

聖秩（拉丁語：ordo）是天主教會、東正教會、東方正統教會等基督教宗派任命神職人員的聖事，是七件聖事之一，一般只能由主教施行。天主教的神學認為，聖秩聖事是《舊約聖經》中的司祭職傳統的一種延續，領受聖秩者得到了聖神（聖靈）的祝福，並因此獲得神權。天主教會除居於少數的東方禮教會以及極少數特例寬免外，目前只能授予獨身的男性聖秩（終身執事除外），而東正教會則可祝聖女性為執事、祝聖已婚男性為司鐸，但只能祝聖未度婚姻生活的男性為主教。
新教，尤其是受約翰·加爾文和烏利希·慈運理思想影響的改革宗，一般基於信徒皆祭司的信條認為，作為神職人員的牧師、長老等等也不過是平信徒的領袖而已。因此大部分新教一般將任命神職人員的儀式稱為「按立」、「授職」，且認為這只是教會的一種禮儀罷了，不具有聖事（聖禮）的地位。

## 天主教會
根据《新约聖經》的记载，耶稣主持并设立了如洗礼、共餐、洗脚、傅油、驅魔这些惯例，逐渐的随时代的演化便有了“圣事”的感念。天主教会的七件圣事，据说是P.隆巴德提出由托马斯·阿奎那整理最后经脫利騰會議再颁布的，包括有聖洗聖事、堅振聖事、聖體聖事、和好聖事、病人傅油聖事、婚配聖事與聖秩聖事。其中前五件聖事一般認為都需要經聖秩聖事領受有效鐸品（司鐸職，俗稱神父）者才能施行，而婚配聖事依天主教神學則是夫妻雙方共同為對方施行的一項聖事，神職人員只是一個從旁見證者。
具體而論，天主教會在梵蒂岡第二次大公會議後事實上廢除了小品，目前的聖秩分為主教、司鐸与執事三等，祝聖為主教者方才領受了完滿的聖秩聖事。除東儀天主教會可祝聖已婚男性為司鐸，以及可祝聖已婚男性為終身執事兩個例外，基於中世紀以來的教會傳統以及目前天主教會對宗徒傳承的理解，天主教會中領受聖秩者必須為獨身男性（但也有個別給予已婚男性寬免的情形存在，但這樣的寬免不適用於祝聖主教的情況）。領受鐸品者是否一定是男性，以及是否必須獨身者才能領受鐸品目前都是天主教會內保守派與改革派交鋒的重點問題。
在华人地区，又將祝聖神父称为“晋铎”（即“晋升司铎”之意，司铎是对神父的正式称呼）、祝聖主教称为“晋牧”（即“晋升牧职”之意，天主教将主教比喻为牧人，且主教有時又可稱為「司牧」），这是汉字文化中产生的特殊用法。

## 東正教會
東正教會與天主教會一樣，都承認聖秩的聖事地位，不過有時會將這個名詞翻譯為「神品」、「聖品」等。東正教會目前允許女性可被祝聖為執事，但司祭（即神父）、主教必須為男性。正教會制度上允許已婚的神父和執事。已婚者領受白神品，獨身者則是領受黑神品。度婚姻生活者不能被祝圣为主教。另外，即便是領受白神品者，婚姻也必須在領受聖秩之前就已完成。如果領受神品因喪偶成了鳏夫，神父和執事都不能再婚。
东正教认为，圣使徒在新约教会里设置三个等级的神职：主教，司祭（即神父）和辅祭。他们都被称为神职人员，因为他们通过圣礼得到上帝所赐的圣灵，要为基督的教会服务：举行礼拜；教导人们基督的信仰与良善的生活；及主持教会事务。
主教是教会最高的神品。他们受到的是最大的天赐。主教也可以称之为统领司祭，即司祭们的头的意思。主教可以主持所有的圣礼和所有的教堂礼拜。这也就是说主教不但有主持普通礼拜的权利，而且还有按手神品和祝圣圣膏与祭台布等司祭所没有的权利。
司祭是继主教后的第二个等级的神品。司祭拥有除主教所特有的按手神品和祝圣圣膏与祭台布等权利外，拥有与主教一起祝福，主持教堂的所有圣礼与礼拜等一切权利。
辅祭排行第三，是最基層的神品。“辅祭”一词在希腊语中指的是助手和侍者。辅祭只能协助主教或司祭举行礼拜和完成圣礼，不可自行主持。辅祭在礼拜中不是必须的，许多教堂的礼拜就没有辅祭参加。

## 新教

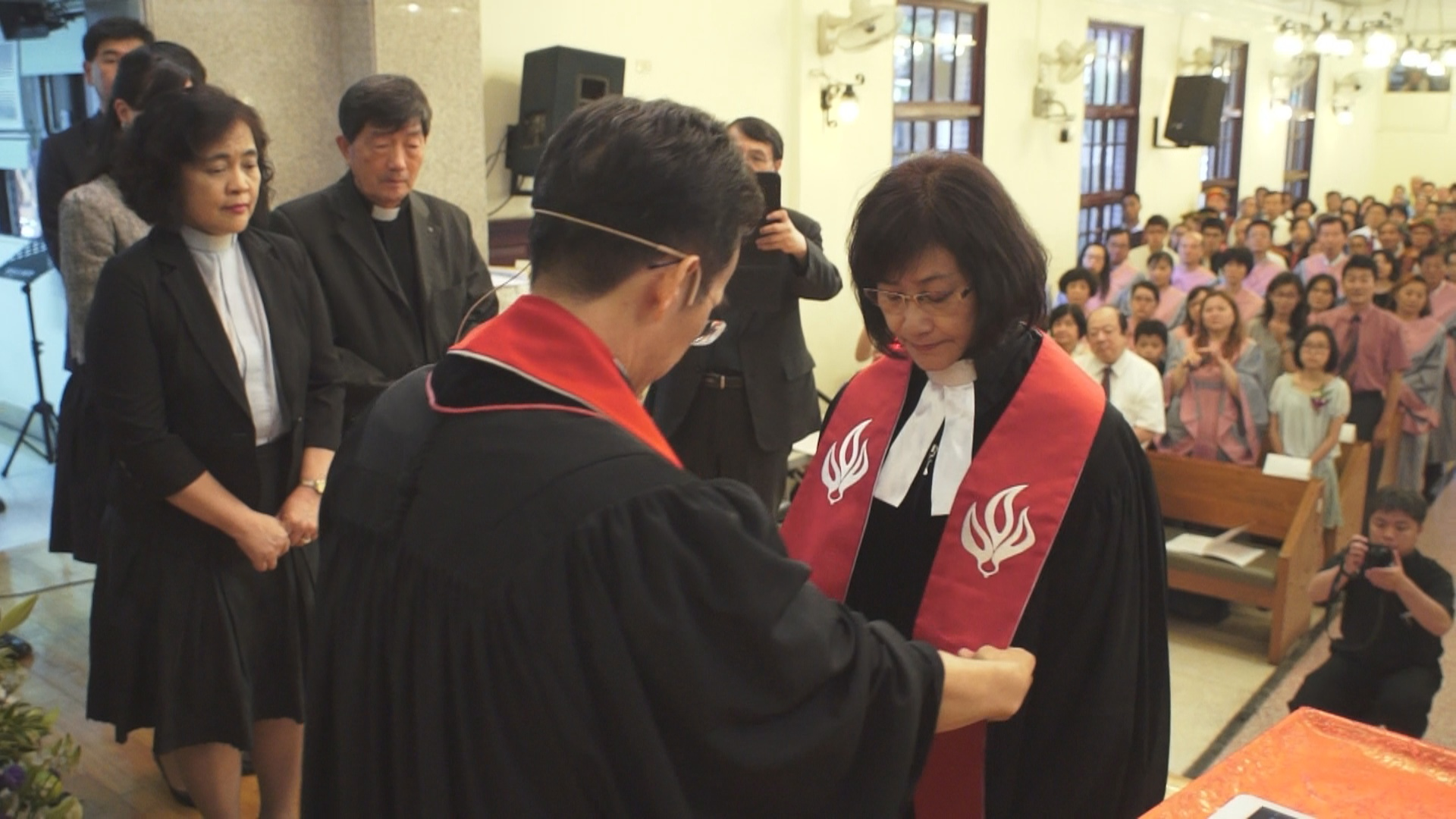
新教的按立禮

一般而言，除了聖公宗下的盎格魯大公主義等少數派別承認聖秩聖事的地位，以及聖公宗其他派別對按立聖職聖禮採取相對模糊的態度以外，大部分新教，尤其是受加爾文和慈運理思想影響的改革宗一般基於信徒皆祭司的信條認為作為神職人員的牧師、長老等等也不過是平信徒的領袖而已，並沒有什麼特別的權柄。因此大部分新教一般將任命神職人員的儀式稱為「按立」、「授職」，且認為這只是教會的一種禮儀，不具有聖餐禮與洗禮一般的聖禮（新教對聖事的稱呼）的地位。新教的神職人員一般可以結婚、喪偶後也可再婚（但信義宗與聖公宗下也有少部分神職人員加入了聖公宗或信義宗的修會，因此需要守獨身）。部分新教派系也允許按立女性為神職人員。
也有部分新教派別基於對信徒皆祭司理念的激進理解，完全拒絕按立牧師、長老等職務。